# Sierpień 2016

## 31 sierpnia
- Co najmniej 16 osób należących do szerokiej rodziny jemeńskiego imama Salaha Abu Zajnaha zginęło w nalocie koalicji pod wodzą Arabii Saudyjskiej w prowincji Sada w północnym Jemenie. (tvn24.pl)
- Co najmniej 11 osób poniosło śmierć, a trzy zaginęły wskutek tajfunu, który nawiedził północ i północny wschód Japonii. (onet.pl)
- Samolot linii United Airlines lecący z Houston do Londynu musiał awaryjnie lądować w Irlandii na lotnisku Shannon. 16 osób, w tym 14 pasażerów, zostało rannych. (wp.pl)
- W wyniku procedury impeachmentu Dilma Rousseff została odwołana z funkcji prezydenta Brazylii, zastąpił ją dotychczasowy wiceprezydent Michel Temer, który pozostanie na tym stanowisku do końca 2018 roku. (tvp.info, wp.pl)
- Zgromadzenie Ogólne Polskiej Rady Ekumenicznej jednogłośnie wybrało na nowego prezesa PRE bp Jerzego Samca, zwierzchnika Kościoła Ewangelicko-Augsburskiego w RP. Na wiceprezesów PRE wybrano bp Abla z Polskiego Autokefalicznego Kościoła Prawosławnego i bp Marie Karola Babiego z Kościoła Starokatolickiego Mariawitów w RP, na sekretarza PRE sup. Andrzeja Malickiego z Kościoła Ewangelicko-Metodystycznego w RP, zaś na skarbnika ponownie sup. Marka Izdebskiego z Kościoła Ewangelicko-Reformowanego w RP. (ekumenizm.pl, ekumenia.pl)
- Reżyser Jerzy Skolimowski otrzymał na festiwalu filmowym w Wenecji nagrodę Złotego Lwa za całokształt twórczości. (wp.pl)

## 30 sierpnia
- Do co najmniej 71 ofiar śmiertelnych i 98 rannych wzrósł bilans zamachu Państwa Islamskiego na rekrutów w Jemenie. (wp.pl)
- W Biszkeku w Kirgistanie doszło do eksplozji w pobliżu chińskiej ambasady, w wyniku której zginęła jedna osoba, a trzy zostały ranne. Samochód zamachowca samobójcy staranował bramę i wybuchł przed rezydencją ambasadora. (wp.pl)
- Związana z Państwem Islamskim Agencja Amak podała, że rzecznik prasowy Państwa Islamskiego Abu Muhammad al-Adnani zginął podczas inspekcji oddziałów wojskowych w okolicach Aleppo w Syrii. (wp.pl)
- Komisja Europejska uznała, że amerykańska firma Apple nie płaciła żadnych podatków od zysków ze sprzedaży w swoich sklepach w Europie, ponieważ Irlandia przyznała spółce „nienależne ulgi podatkowe”. Apple będzie musiał oddać 13 mld euro, jednakże korporacja zapowiedziała odwołanie od tej decyzji. (tvn24bis.pl)
- Polska nawiązała stosunki dyplomatyczne z leżącym w Polinezji Królestwem Tonga. (onet.pl)
- Japoński satelita Astro H (Hitomi), zanim rozpadł się w powietrzu, przesłał istotne dane na temat Gromady w Perseuszu (skupisko galaktyk znajdujące się 240 mln lat świetlnych od Ziemi), co pozwoli odkryć tajemnice masywnych czarnych dziur[1].

## 29 sierpnia
- Państwo Islamskie wzięło na siebie odpowiedzialność za zamach samobójczy w ośrodku wojskowym w Adenie na południu Jemenu. Według dżihadystów zginęło w nim ok. 60 rekrutów[2].
- Co najmniej 18 osób zginęło w ataku przeprowadzonym przez napastników wyposażonych w materiały wybuchowe i granaty, w miejscowości Ain al-Tamer, ok. 50 km od Karbali w środkowym Iraku. (wp.pl)
- Wojsko irańskie przystąpiło do rozmieszczania dostarczonego przez Rosję rakietowego systemu obrony powietrznej S-300 wokół podziemnego obiektu nuklearnego Fordo. (wp.pl)
- W pobliżu miasta Amatrice w centralnych Włoszech wystąpiło kolejne trzęsienie ziemi. Wstrząsy miały siłę 4,3 stopnia w skali Richtera. Epicentrum znajdowało się ok. 5 km na północny zachód od Amatrice, które zostało zniszczone w trzęsieniu ziemi z 24 sierpnia[3].

## 28 sierpnia
- Syryjscy rebelianci wspierani przez Turcję przejęli z rąk kurdyjskich dwie miejscowości na północy kraja, al-Amarnę i Ajn al-Bajdę. W tureckich nalotach i ostrzałach zginęło 35 cywilów oraz 25 bojowników kurdyjskich. (wp.pl)
- Dwie osoby zginęły w wyniku wypadku z udziałem małego samolotu, który wpadł do jeziora Pontchartrain w pobliżu lotniska w Nowym Orleanie. Służby ratunkowe uratowały jedną osobę. (wp.pl)
- Grupa 20 ekstremistów muzułmańskich popierających Państwo Islamskie przypuściła atak na więzienie Lanao del Sur, znajdujące się na południu Filipin. Uciekło 23 więźniów, w tym ośmiu członków organizacji islamistycznej Maute. (wp.pl)
- 322 martwe renifery znaleziono na płaskowyżu Hardangervidda w południowej Norwegii. Zwierzęta zginęły podczas burzy, na skutek uderzeń piorunów. (wp.pl)
- Podczas memoriału Kamili Skolimowskiej w Warszawie Polka Anita Włodarczyk ustanowiła wynikiem 82,98 nowy rekord świata w rzucie młotem[4].

## 27 sierpnia
- Co najmniej 17 osób zginęło w pożarze, który wybuchł w jednym z pomieszczeń magazynu drukarni na północnym wschodzie Moskwy[5].
- 16 osób zginęło w Aleppo, kiedy śmigłowiec syryjskich sił rządowych zrzucił bomby baryłkowe na uczestników uroczystości żałobnej w kontrolowanej przez rebeliantów części miasta. (wp.pl)
- Jeden żołnierz turecki zginął, a trzech zostało rannych w ataku rakietowym na ich czołg w pobliżu syryjskiego miasta Dżarabulus. (onet.pl)
- Decyzją Baracka Obamy znajdujący się u wybrzeży Hawajów, obszar Papahānaumokuākea Marine National Monument zostanie pięciokrotnie powiększony, w wyniku czego jego powierzchnia zwiększy się do 1,5 mln km². Powiększenie pozwoli chronić 7 tys. gatunków roślin i zwierząt, w tym wielorybów i żółwi morskich zaliczanych do gatunków zagrożonych oraz najstarsza rafę koralową. (wp.pl)
- Sonda Juno dokonała pierwszego bliskiego przelotu nad górną warstwą atmosfery Jowisza. Zbliżyła się na odległość ok. 4200 km od górnej warstwy chmur, lecąc z prędkością 208 tys. km/h. (onet.pl)
- Wybory prezydenckie w Gabonie w 2016 roku.
- Podczas mityngu Diamentowej Ligi w Paryżu reprezentująca Bahrajn Ruth Jebet ustanowiła wynikiem 8:52,78 rekord świata w biegu na 3000 metrów z przeszkodami[6].

## 26 sierpnia
- Co najmniej 11 osób zginęło, a 78 zostało rannych w wyniku eksplozji samochodu pułapki, do której doszło przed komendą policji w miejscowości Cizre na zamieszkanym głównie przez Kurdów południowym wschodzie Turcji. (wp.pl)
- W wyniku eksplozji, do której doszło w ośrodku sportowym w mieście Chimay na południu Belgii zginęła jedna osoba, a cztery zostały ranne. (wp.pl)
- Wiceminister spraw wewnętrznych Boliwii Rodolfo Illanes został śmiertelnie pobity przez protestujących górników. W związku z tym aresztowano oko. 100 osób. (onet.pl)
- W Turcji został otwarty najdłuższy wiszący most kolejowy na świecie (most drogowo-kolejowy Sułtana Selima Groźnego), trzeci most nad Bosforem, łączący azjatycką część kraju z europejską. Konstrukcja jest odporna na nawiedzające Turcję wstrząsy sejsmiczne. (tvn24.pl, tvn24.pl)

## 25 sierpnia
- Trzy osoby zostały zastrzelone z kuszy we wschodniej części Toronto, aresztowano 35-letniego mężczyznę. (wp.pl)
- Rosja rozpoczęła manewry wojskowe w Czeczenii i Dagestanie, w których wzięło udział ok. 8 tys. żołnierzy i ponad 3 tys. pojazdów. Ćwiczenia miały sprawdzić gotowość bojową jednostek wojskowych w sytuacji wzrastającego zagrożenia dla bezpieczeństwa kraju. (wp.pl)
- Astronomowie potwierdzili istnienie planety Proxima B, przypominającą Ziemię, która obiega gwiazdę podobną do Słońca. Znajduje się cztery lata świetlne od naszego Układu Słonecznego. Panujące na powierzchni Proximy B temperatury mogą pozwolić na utrzymanie się tam wody w stanie płynnym[7].

## 24 sierpnia
- W wyniku trzęsienia ziemi o sile 6,2 w skali Richtera w środkowych Włoszech zginęło co najmniej 120 osób, 368 zostało rannych. Najbardziej ucierpiały miasta Accumoli, Amatrice, Posta i Arquata del Tronto. Epicentrum wstrząsów zlokalizowano w odległości ok. 80 km na południowy wschód od miasta Perugia, na głębokości 10 km. (wp.pl)
- W wyniku eksplozji i strzelaniny w Kabulu zginęło 7 osób, a 20 zostało rannych. Był to atak na budynek Amerykańskiego Uniwersytetu. Napastnicy zostali zabici przez policję. (wp.pl)
- Trzęsienie ziemi o sile 6,8 w skali Richtera nawiedziło Birmę, w wyniku którego zginęły cztery osoby. Epicentrum znajdowało się ok. 25 k, od miasta Czauk, z kolei hipocentrum na głębokości ok. 84 km pod ziemią. Zniszczeniu uległa część słynnych, zabytkowych świątyń Pagan. (wp.pl)
- W wybuchu eksplozji dwóch bomb w Patani na południu Tajlandii zginęła jedna osoba, a co najmniej 29 zostało rannych. (wp.pl)
- Rząd prezydenta Kolumbii Juana Manuela Santosa i lewicowi rebelianci z Rewolucyjnych Sił Zbrojnych Kolumbii ogłosili oficjalnie zawarcie układu pokojowego. Ma on zakończyć jeden z najdłużej trwających konfliktów na świecie[8].
- Norwegia rozpoczęła budowę muru na granicy z Rosją. Ma mieć 200 m długości i 3,5 m wysokości. Stanie na posterunku granicznym w Storskog. Mur ma zabezpieczyć północną granicę strefy Schengen przed napływem uchodźców. (wp.pl)

## 23 sierpnia
- W wyniku ciężkich bombardowań wschodnich dzielnic miasta Aleppo w Syrii zginęło 300 osób, w tym 49 dzieci[9].
- Komendant główny policji Ronald dela Rosa poinformował, że ok. 1900 osób zlikwidowano na Filipinach od początku lipca w ramach walki z przestępczością narkotykową. (tvn24.pl)
- 18 żołnierzy z jednostki antyterrorystycznej zginęło w mieście Kadżara w północnym Iraku w samobójczym zamachu bombowym z użyciem samochodu pułapki. (wp.pl)
- Armeński sąd skazał 19-letniega Walerija Piermiakowa, żołnierza z rosyjskiej jednostki w Giumri, na dożywocie za zamordowanie siedmioosobowej rodziny w styczniu 2015 roku. (tvn24.pl)
- Na Białorusi rozpoczęły się manewry poradzieckiej Organizacji Układu o Bezpieczeństwie Zbiorowym. Ćwiczenia o kryptonimie „Niezłomne braterstwo” odbywają się na poligonie Obóz Lesnowski pod Baranowiczami niedaleko polskiej granicy. W manewrach uczestniczy 1,5 tys. żołnierzy, wojsk wewnętrznych i policjantów z Białorusi, Rosji, Kazachstanu, Kirgistanu i Armenii oraz 0,5 tys. samolotów, samochodów i wozów bojowych. (wp.pl)
- Na Filipinach odkryto największą perłę świata, ważącą 34 kg i wytworzoną przez największego małża świata, zwanego przydacznią olbrzymią. Perła mierzy 61 cm długości i 30 cm szerokości. Brytyjski „Mirror” oszacował jej wartość na 100 mln dolarów. (wp.pl)

## 22 sierpnia
- W nocy z niedzieli na poniedziałek nad region Tokio na wschodzie Japonii dotarł tajfun Mindulle. Towarzyszące mu ulewne deszcze i porywiste wiatry o prędkości nawet 180 km/h sprawiły, że odwołano kilkaset lotów. Około 30 osób zostało rannych. (onet.pl)
- Niezidentyfikowana kobieta zraniła nożem trzy osoby w autobusie w Brukseli. Napastniczka została postrzelona przez policję. (polskatimes.pl)
- Na mocy podpisanej w Wilnie umowy niemieckie konsorcjum zbrojeniowe Artec wyprodukuje dla Litwy 88 kołowych transporterów opancerzonych Boxer za 386 mln euro. (onet.pl)
- Japoński rząd poinformował władze miasta Iwakuni w prefekturze Yamaguchi, że USA planują rozmieścić w tamtejszej bazie wojskowej myśliwce wielozadaniowe F-35. Byłby to pierwszy przypadek rozmieszczenia tych samolotów poza Ameryką. (tvn24.pl)
- W Korei Południowej rozpoczęły się ćwiczenia wojsk amerykańskich i południowokoreańskich o nazwie Ulchi Freedom Guardian i potrwają do 2 września. Weźmie w nich udział łącznie 25 tys. żołnierzy amerykańskich oraz niesprecyzowana liczba wojskowych koreańskich. (tvn24.pl)

## 21 sierpnia
- Ponad 50 osób zginęło a kolejne dziesiątki zostały ranne w rezultacie zamachu bombowego terrorysty-samobójcy na kurdyjskie wesele w tureckim mieście Gaziantep, w pobliżu granicy z Syrią. O zamach podejrzewane było Państwo Islamskie. (tvn24)
- W więzieniu w irackim mieście Zi Kar w południowej prowincji Nasirijja powieszono 36 mężczyzn uznanych za winnych udziału w masakrze rekrutów zorganizowanej przez tzw. Państwo Islamskie (IS) i jego sojuszników. (onet.pl)
- Ponad 20 osób zostało zabitych w podwójnym ataku samobójczym w Gaalkacyo w półautonomicznym regionie Puntland w Somalii. Dwóch samobójców z islamistycznego ugrupowania Asz-Szabab zdetonowało samochody wyładowane materiałami wybuchowymi. (onet.pl)
- Na dwanaście greckich gmin została nałożona kwarantanna z powodu malarii. Zarówno mieszkańcom tamtych rejonów, jak i turystom nie wolno było oddawać krwi. Od początku 2016 roku zarejestrowano 65 przypadków tej malarii. (wp.pl)
- Zespół lekarzy z indyjskiego Amritsar przeprowadził udaną operację usunięcia 40 noży z żołądka. Trwała ona pięć godzin. Pacjentem był policjant Surjeet Singh, który tłumaczył, że czuł nieodpartą chęć jedzenia ostrych przedmiotów. (wp.pl)
- W okolicach Przylądka Canaveral natrafiono na fragmenty statków z XVI wieku. Wstępnie ustalono, że są to trzy jednostki hiszpańskie, które najprawdopodobniej zatonęły podczas burzy. (wp.pl)
- W Rio de Janeiro zakończyły się XXXI Letnie Igrzyska Olimpijskie. (rio2016.com)

## 20 sierpnia
- W Parku Narodowym Zhangjiajie, w chińskiej prowincji Hunan został otwarty najwyższy i najdłuższy szklany most na świecie. Ma on 430 m długości, jest szeroki na 6 m i rozciąga się między dwoma brzegami Wielkiego Kanionu w Zhangjiajie. (wp.pl)
- Trzęsienie ziemi o sile 6 stopni w skali Richtera nawiedziło wschodnie wybrzeże Japonii. Epicentrum trzęsienia znajdowało się na morzu, 192 km od miasta Hachinohe, na wyspie Honsiu, na głębokości 10 km. Nie ma doniesień o ofiarach i szkodach[10].
- Zamach w Gaziantepie.

## 19 sierpnia
- Małe okręty rakietowe rosyjskiej Floty Czarnomorskiej „Zielonyj Doł” i „Sierpuchow” wystrzeliły trzy pociski manewrujące Kalibr na obiekty rebelianckiego ugrupowania Dżabhat an-Nusra w Syrii. Cele zostały zniszczone. (wp.pl)
- Pomyślną próbę rakiety balistycznej systemu operacyjno-taktycznego Iskander-M przeprowadzono w ramach ćwiczeń na rosyjskim Dalekim Wschodzi. Pocisk raził ćwiczebny cel na poligonie w obwodzie amurskim. (onet.pl)
- Dwoje amerykańskich astronautów wyszło na zewnątrz Międzynarodowej Stacji Kosmicznej, by zainstalować nowy moduł cumowniczy dla przygotowywanych komercyjnych statków załogowych, które uniezależnią USA od rosyjskich statków Sojuz. (onet.pl)
- Archeolodzy z Rosyjskiej Akademii Nauk odkryli 35-kilometrowy pas fortyfikacji nieopodal krymskiej wioski. Znalezisko pochodzi z okresu starożytności, kiedy to część półwyspu zamieszkiwała ludność grecka[11].

## 18 sierpnia
- Co najmniej ośmiu żołnierzy libijskich sił prorządowych zginęło w wyniku eksplozji dwóch samochodów wyładowanych materiałami wybuchowymi, które zostały zdetonowane przez zamachowców samobójców w Syrcie na północy Libii. (tvn24.pl)
- Co najmniej sześć osób zginęło, a co najmniej 257 zostało rannych w dwóch zamachach bombowych na komisariaty policji na wschodzie Turcji. Z kolei trzech żołnierzy zginęło, a sześciu zostało rannych w wybuchu przydrożnej bomby na południowym wschodzie kraju. (wp.pl)
- Co najmniej 60 ciał zakopanych w 38 dołach znaleźli działacze praw człowieka w masowym grobie odkrytym w miejscowości Colinas de Santa Fe w stanie Veracruz na wschodzie Meksyku. (wp.pl)
- Według raportu Amnesty International w latach 2011–2015 w syryjskich więzieniach rządowych zginęło prawie 18 tys. osób. (tvn24.pl)
- Egipski sąd wojskowy skazał ponad 400 domniemanych zwolenników zakazanego w Egipcie Bractwa Muzułmańskiego na kary od dwóch lat więzienia do dożywocia za udział w szturmie na posterunek policji w 2013 roku. (onet.pl)

## 17 sierpnia
- Na Tajwanie w wyniku zsunięcia się czołgu CM11 z mostu do rzeki zginęło dwóch żołnierzy[12].
- Ponad 60 osób zostało rannych (kilkanaście osób w stanie poważnym) w katastrofie pociągu niedaleko Montpellier na południu Francji. Rozpędzony skład wpadł na przewrócone na tory drzewo. Pociąg regionalny jechał z Nîmes do Montpellier. (wp.pl)
- Tureckie władze ogłosiły dwa dekrety, na mocy których ze służby zwolnionych zostało ponad 2 tys. funkcjonariuszy policji oraz stu żołnierzy. Zdaniem Ankary mieli oni powiązania z islamskim kaznodzieją Fethullahem Gülenem. Ponadto poinformowano, że zostanie zwolnionych warunkowo 38 tys. więźniów, skazanych za przestępstwa popełnione przed 1 lipca, co wg mediów ma na celu zwolnienie miejsc na przyjęcie aresztowanych po próbie zamachu stanu. (wp.pl, onet.pl)
- Blisko 83 tys. osób zostało ewakuowanych pod Los Angeles w Kalifornii, gdzie szalejący pożar pochłonął w ciągu doby 12 tys. hektarów lasu. Walczyło z nim ponad 1,3 tys. strażaków. (wp.pl)
- Pociski międzykontynentalne RS-24 Jars po raz pierwszy wzięły udział w ćwiczeniach wojsk ochrony radiologicznej, chemicznej i biologicznej, które rozpoczęły się w regionie Wołgogradu na południowym zachodzie Rosji. Sprawdzane były zdolności do ich ochrony oraz ukrywania przed wrogiem. (tvn24.pl)

## 16 sierpnia
- W okolicy greckiej wyspy Eginy w Zatoce Sarońskiej zderzyły się dwa statki. Śmierć poniosły 4 osoby, 15 zostało rannych. (wp.pl)
- Podczas prac remontowych prowadzonych na okręcie podwodnym w bazie południowokoreańskiej marynarki wojennej doszło do przypadkowej eksplozji, w której zginęło trzech żołnierzy, a jeden został ranny. (onet.pl)
- 60-letni obywatel Niemiec ranił nożem dwóch młodych Austriaków w lokalnym pociągu w zachodniej Austrii. (onet.pl)
- Amerykańskie władze poinformowały, że więźniowie osadzeni w bazie wojskowej USA w Zatoce Guantanamo na Kubie zostali przetransferowani do Zjednoczonych Emiratów Arabskich. (onet.pl)

## 15 sierpnia
- Co najmniej 33 osoby zginęły a 28 zostało rannych w Nepalu, gdy wiozący ich autobus zsunął się w z górskiej drogi w przepaść. (wp.pl, tvn24.pl)
- Saudyjskie samoloty zbombardowały szpital w Jemenie, w wyniku czego co najmniej 15 osób zginęło, a ponad 25 zostało rannych. Do ataku doszło w prowincji Hadżdża na północy kraju. (wp.pl)
- Dziewięć osób zginęło w różnych miejscach indyjskiego Kaszmiru w starciach separatystów z wojskiem i policją. (wp.pl)
- Podczas starć czarnoskórych mieszkańców z policją w Milwaukee na północy USA siedmiu funkcjonariuszy zostało rannych, a 11 osób zatrzymano. (wp.pl)
- W eksplozji samochodu pułapki zginęło sześć osób; rannych zostało 25 osób, w tym pięciu funkcjonariuszy. Wybuch miał miejsce przed komisariatem policji niedaleko miasta Diyarbakir. (wp.pl)
- Co najmniej pięć osób zginęło a 25 tys. zostało zmuszone do opuszczenia swoich domów po przejściu tornada w stolicy Filipin, Manili. Powódź dotknęła 70 tys. mieszkańców. (wp.pl, tvnmeteo.tvn24.pl)
- MSW Bułgarii przystąpiło do tworzenia kontrolnych przejść na drogach wewnątrz kraju, by zwiększyć efektywność walki z nielegalną imigracją. Kilkanaście punktów kontrolnych powstało wokół czarnomorskiego portu Burgas. (wp.pl)
- Ulewy w Luizjanie zmusiły władze do ewakuacji ponad 20 tys. mieszkańców. (wp.pl)

## 14 sierpnia
- W nalotach syryjskich i rosyjskich na Aleppo i sąsiedniej prowincji Idlib na północy Syrii zginęło prawie 70 cywilów. Ataki prowadzono w strefach pod kontrolą rebeliantów i dżihadystów. (wp.pl)
- Zamachowiec-samobójca zdetonował kamizelkę z materiałami wybuchowymi, zabijając 14 i raniąc 25 osób w autobusie w Atmeh w prowincji Idlib. Do zamachu przyznało się Państwo Islamskie, które twierdziło, że w ataku zginęło 50 rebeliantów jadących na front. (wp.pl, wp.pl)
- Wojskowy śmigłowiec mający na pokładzie pięć osób, w tym generała, zaginął w północnej Tajlandii. Dowódca stacjonującej na północy kraju Trzeciej Armii Terytorialnej generał Somsak Ninbanjerdkun powiedział, że lekki śmigłowiec Eurocopter UH-72 znikł z radarów po ok. 30 min. lotu. (onet.pl)
- W wyniku trzęsienia ziemi w Peru zginęły 4 osoby, a 52 zostały ranne (polskieradio.pl)
- 55-letni imam i jeden z jego pomocników zostali zabici po wyjściu z meczetu w nowojorskiej dzielnicy Queens. Zbrodni dokonał niezidentyfikowany mężczyzna, który strzelał z bliskiej odległości oraz zaszedł swoje ofiary z tyłu[13].

## 13 sierpnia
- Co najmniej 10 dzieci zginęło, a 28 zostało rannych w Jemenie w wyniku nalotu na szkołę dokonanego przez koalicję dowodzoną przez Arabię Saudyjską. (wp.pl)
- 27-letni mężczyzna zaatakował pasażerów podróżujących pociągiem w pobliżu stacji w Salez w Szwajcarii. Napastnik użył noża oraz łatwopalnej substancji, którą podpalił. W wyniku ataku rannych zostało sześć osób. (onet.pl)
- W obwodach leningradzkim i pskowskim w północno-zachodniej Rosji rozpoczęły się ćwiczenia dowódczo-sztabowe „Współpraca 2016”, podczas których Rosja ćwiczy z państwami Organizacji Układu o Bezpieczeństwie Zbiorowym. W manewrach uczestniczy około 6 tys. żołnierzy wojsk rosyjskich i kontyngentów z Białorusi, Armenii, Kazachstanu, Kirgizji i Tadżykistanu. (wp.pl)
- Stany Zjednoczone chcą zmodernizować do 2020 r. bomby atomowe rozmieszczone m.in. w bazie wojsk lotniczych Büchel na zachodzie Niemiec (tvn24.pl)
- * Tysiące ludzi przeszło ulicami stolicy Peru, protestując przeciwko przemocy wobec kobiet. Demonstranci zarzucali też systemowi wymiaru sprawiedliwości obojętność wobec tego problemu. (wp.pl)
- Reprezentant Polski Piotr Małachowski wywalczył srebrny medal podczas igrzysk olimpijskich w Rio de Janeiro w rzucie dyskiem. Pierwsze miejsce zajął Niemiec Christoph Harting. (eurosport.onet.pl)

## 12 sierpnia
- Co najmniej siedem osób zginęło, a 13 zostało rannych w wyniku wypadku autokaru, do którego doszło na Krymie. Kierowca stracił kontrolę nad pojazdem, co spowodowało, że autokar zjechał z ponad 50-metrowego klifu. (wp.pl)
- W ataku bombowym w Tajlandii zginęły cztery osoby. (wp.pl)
- Siły syryjskie wspierane przez USA przejęły kontrolę nad Manbidżem w Syrii. Wycofujący się dżihadyści porwali 2 tys. cywilów, uciekając z miasta w kierunku miasteczka Dżarabulus. (wp.pl)
- W Szczecinie podczas zatrzymywania przez policję samochodu do kontroli, kierowca podjął ucieczkę i został śmiertelnie postrzelony przez policjanta. (tvn24.pl)
- Samolot linii JetBlue Airways lecący z Bostonu do Sacramento w Kalifornii wpadł w silne turbulencje. Rannych zostało 22 pasażerów i dwóch członków załogi. (onet.pl)
- Rosja rozmieściła na anektowanym w 2014 roku Krymie zaawansowany system rakietowy S-400 Triumf typu ziemia-powietrze. (onet.pl)
- Obszary Oceanu Spokojnego nawiedziło trzęsienie ziemi o sile 7,6 w skali Richtera. Wstrząsy wystąpiły na głębokości ok. 10 km. Nie ma informacji o ofiarach czy zniszczeniach. (wp.pl)
- Sonda kosmiczna Cassini odkryła na księżycu Saturna, Tytanie, kaniony wypełnione ciekłymi węglowodorami. Mają one szerokość mniejszą niż 1 km oraz strome zbocza o nachyleniu 40 stopni. Są też dość głębokie, od 240 do 570 m. Według NASA to pierwszy bezpośredni dowód na istnienie wypełnionych cieczą kanałów. (wp.pl)

## 11 sierpnia
- 21 osób zginęło, a pięć odniosło obrażenia w wybuchu w elektrowni w mieście Dangyang, w prowincji Hubei, w środkowych Chinach. Eksplozję wywołało pęknięcie rurociągu parowego pod ciśnieniem. (wp.pl)
- Dwie osoby zginęły, kilkadziesiąt zostało rannych, a kilka uznano za zaginione w wyniku wybuchu w bloku mieszkalnym w Silver Spring na przedmieściach Waszyngtonu. W akcji gaszenia pożaru i przeszukiwania zgliszcz wzięło udział 160 strażaków. (wp.pl)
- Trzy osoby zginęły w ataku sił rządowych na opanowane przez rebeliantów dzielnice Aleppo na północy Syrii. Atak został przeprowadzony z użyciem broni chemicznej. (wp.pl)
- W ramach rozprawy ze sprawcami i zwolennikami nieudanego puczu z 15 lipca zwolniono z pracy ponad 27 tys. nauczycieli i objęto ich zakazem pracy w oświacie. (tvn24.pl)
- Reprezentantki Polski Magdalena Fularczyk-Kozłowska i Natalia Madaj wywalczyły złoty medal podczas igrzysk olimpijskich w Rio de Janeiro w wioślarstwie, w konkurencji dwójka podwójna kobiet. (wp.pl, onet.pl)
- Reprezentantki Polski w składzie Monika Ciaciuch, Agnieszka Kobus, Maria Springwald i Joanna Leszczyńska wywalczyły brązowy medal w wioślarstwie w konkurencji czwórka podwójna kobiet. (wp.pl)

## 10 sierpnia
- Co najmniej 11 noworodków zginęło w pożarze szpitala w Bagdadzie. Ogień wybuchł najprawdopodobniej w wyniku zwarcia instalacji elektrycznej. (wp.pl)
- W ataku bombowym na południowym wschodzie Turcji zginęło pięciu tureckich żołnierzy, a ośmiu zostało rannych. Ładunek wybuchowy domowej roboty został zdetonowany w chwili przejazdu tureckiego konwoju wojskowego w okręgu Uludere w prowincji Şırnak, niedaleko granicy z Iranem. (wp.pl)
- Trzy osoby zginęły w pożarach lasów na portugalskiej wyspie Madera, z którymi walczyło 4 tys. strażaków. Ponad 400 mieszkańców wyspy musiało zostać ewakuowanych, a ok. 300 wymagało udzielenia pomocy medycznej[14][15].
- Przed szpitalem w tureckiej miejscowości Kızıltepe w prowincji Mardin, wybuchł policyjny radiowóz. Zginęły trzy osoby, a co najmniej 70 rannych. Do eksplozji doszło też w mieście Diyarbakir. (wp.pl)
- 23 uchodźców zostało rannych w pożarze, do którego doszło w nocy w ośrodku w Witzenhausen. Część osób zdołała się ewakuować jeszcze przed przyjazdem służb ratunkowych. (wp.pl)
- Komisja Europejska przeznaczyła 187,5 mln euro na budowę bałtyckiego konektora gazowego między Estonią a Finlandią. Inwestycja połączy Finlandię z rynkiem gazu i przyczyni się do rozwoju regionalnego rynku błękitnego paliwa. (tvn24bis.pl)

## 9 sierpnia
- Dwie osoby zginęły na miejscu, a osiem zostało rannych w wyniku zderzenia dwóch samochodów na drodze wojewódzkiej 130 w Gorzowie Wielkopolskim. (tvn24.pl)
- Bojownicy Państwa Islamskiego zniszczyli rezerwat archeologiczny w Tal Ajaja w Syrii, będący jedną z najważniejszych lokalizacji zabytków asyryjskich. Przez dwa znajdował się przez w rękach IS, którzy zniszczyli ok. 40 proc. rezerwatu[16].
- Turecka instytucja, Dyrektoriat Spraw Religijnych, poinformowała, że przystąpiła do zwalniania 2560 pracowników w ramach czystek po nieudanym puczu, którymi objęte są osoby podejrzane o powiązania z islamskim kaznodzieją Fethullahem Gülenem. (tvn24.pl)
- Stany Zjednoczone dostarczyły Libanowi sprzęt wojskowy wart 50 mln dolarów. Wozy opancerzone, artyleria czy granatniki mają zostać przeznaczone na zmniejszenie zagrożenia ze strony grup zbrojnych walczących w sąsiedniej Syrii. (tvn24.pl)
- Francja podpisała kontrakt z Kuwejtem na sprzedaż 30 wielozadaniowych śmigłowców Caracal produkowanych przez koncern Airbus Helicopters. Według Paryża transakcja jest warta ponad 1 mld euro. (tvn24bis.pl)

## 8 sierpnia
- Co najmniej 70 osób zginęło, a nawet 200 zostało rannych w wyniku eksplozji ładunku wybuchowego w pobliżu głównej bramy szpitala w Kwecie na południowym zachodzie Pakistanu. (polskieradio.pl, wp.pl)
- Około 50 osób zostało zabitych podczas antyrządowych manifestacji brutalnie stłumionych przez władze w regionie Oromia w środkowej i zachodniej Etiopii oraz w regionie Amhara na północy. (gazetaprawna.pl)
- W Nepalu, ok. 20 km na północ od stolicy kraju Katmandu, rozbił się śmigłowiec. Wszystkie siedem osób znajdujących się na pokładzie zginęło. (wp.pl)
- Sześć rosyjskich bombowców dalekiego zasięgu Tu-22M zaatakowało obiekty Państwa Islamskiego w miejscowościach As-Suchna i Arak w rejonie Palmiry. (tvn24.pl)

## 7 sierpnia
- Co najmniej 100 osób zginęło w czasie protestów w Etiopii (polskatimes.pl).
- Co najmniej 38 osób zabiły lawiny błotne, które wywołane intensywnym deszczem zeszły w ciągu weekendu w meksykańskich stanach Puebla i Veracruz. (tvn24.pl)
- Ponad 20 osób zginęło w wyniku miejscowych gwałtownych ulew i powodzi, do których doszło w nocy z soboty na niedzielę w stolicy Macedonii, Skopje i jej okolicach. Ponad 50 osób zostało rannych, 6 osób uznano za zaginione. (onet.pl, wp.pl)
- Na placu Pierre Brossolette w Marsylii doszło do strzelaniny. Zginęło w niej dwóch mężczyzn w wieku około 20 lat. (wp.pl)
- W dzielnicy Suginami w Tokio, podczas letniego festiwalu, ktoś rzucił w ludzi koktajlami Mołotowa. 15 osób zostało rannych. (wp.pl)
- W związku z nieudaną próbą puczu z 15 lipca w Turcji aresztowano blisko 90 członków personelu sił specjalnych. (wp.pl)
- W Stambule odbyła się wielka manifestacja poparcia dla prezydenta Recepa Tayyipa Erdogana, nazwana „Wiecem dla demokracji i męczenników”, potępiająca nieudany zamach stanu w Turcji. Agencje podawały, że wzięło w niej udział ponad milion ludzi. (tvn24.pl)
- W wyborach prezydenckich na Wyspach Świętego Tomasza i Książęcej zwyciężył Evaristo Carvalho (jego rywal Manuel Pinto da Costa zbojkotował drugą turę wyborów)[17].

## 6 sierpnia
- W pożarze, który wybuchł w barze La Cuba Libre w Rouen w Normandii, zginęło 13 osób, a 6 odniosło rany. W gaszenie pożaru jest zaangażowanych 50 strażaków. (onet.pl)
- Co najmniej jedna osoba zginęła, a trzy zostały ranne w wybuchu gazociągu niedaleko miasta Gonaveh w południowym Iranie. (tvn24.pl)
- Podczas koncertu rapera Snoop Dogga w New Jersey doszło do wypadku. Barierki nie wytrzymały napierającego tłumu fanów i przewróciły się, w wyniku czego obrażenia odniosły 42 osoby. (wp.pl)
- Napastnik, krzycząc „Allahu Akbar”, ugodził maczetą dwie funkcjonariuszki w pobliżu komendy policji w Charleroi, na południe od Brukseli. Jedna z nich, z głębokimi ranami twarzy, została odwieziona do szpitala. Druga odniosła niewielkie obrażenia. (wp.pl)
- W Ługańsku na wschodzie Ukrainy doszło do zamachu na przywódcę wspieranej przez Moskwę Ługańskiej Republiki Ludowej, Igora Płotnickiego. Poszkodowany w ciężkim stanie trafił do szpitala. (onet.pl)
- Włoscy karabinierzy we współpracy z policją węgierską i słoweńską rozbili gang przemytników migrantów. Centrala szajki działała w Mediolanie. (tvn24.pl)
- Papież Franciszek mianował dotychczasowego nuncjusza apostolskiego w Indiach i Nepalu, abp. Salvatore Pennacchio swoim przedstawicielem w Polsce. (onet.pl)
- Rafał Majka zdobył w Rio de Janeiro brązowy medal olimpijski w wyścigu ze startu wspólnego. (tvn24.pl)

## 5 sierpnia
- Egipska armia zabiła przywódcę Państwa Islamskiego na Synaju Abu Duaa al-Ansariego. W serii nalotów w pobliżu miasta Artisz zginęli też jego doradcy i ok. 45 bojowników. (onet.pl)
- Dżihadyści z Państwa Islamskiego złapali w Iraku do 3 tys. ludzi i zabili 12 z nich. Byli to uciekinierzy do kurdyjskiego Kirkuku na północy kraju. (wp.pl)
- Trzech lub czterech ubranych w wojskowe mundury mężczyzn otworzyło ogień na zatłoczonym bazarze w mieście Kokrajhar w stanie Asam na północnym wschodzie Indii, zabijając 12 osób i raniąc 15. O atak władze oskarżają regionalnych separatystów. (onet.pl)
- Siły powietrzne USA zlikwidowały trzech tajnych agentów Al-Ka’idy działających na terytorium Jemenu. (wp.pl)
- Francuskie siły bezpieczeństwa ewakuowały tymczasowe obozowisko migrantów przy Avenue de Flandre na północy Paryża. Większość uchodźców z tego obozowiska to mężczyźni z Erytrei i Sudanu. (onet.pl)
- W manifestacji na rzecz niepodległości Hongkongu wzięły udział tysiące ludzi, w tym niedopuszczeni do wyborów parlamentarnych działacze niepodległościowi. Manifestacja odbyła się w parku niedaleko siedziby władz regionu. (wp.pl)
- W Rio de Janeiro rozpoczęły się XXXI Letnie Igrzyska Olimpijskie. (rio2016.com)

## 4 sierpnia
- Dwunastoosobowa grupa zachodnich turystów została zaatakowana w prowincji Herat na zachodzie Afganistanu. Lekko rannych zostało sześciu turystów i kierowca pojazdu, którym podróżowali. (onet.pl)
- Turecka policja zatrzymała 20 domniemanych członków organizacji Państwo Islamskie w południowym mieście Adana. Policja antyterrorystyczna, wspierana przez śmigłowiec, przeprowadziła operacje w 22 lokalizacjach w centrum miasta po informacji, że komórki Państwa Islamskiego planują ataki. (onet.pl)
- W Centralnym Archiwum Ministerstwa Obrony w Podolsku pod Moskwą odnaleziono uważane za zaginione dzienniki Heinricha Himmlera z lat 1938, 1943 i 1944. Ukazują one życie i działanie jednego z największych zbrodniarzy II wojny światowej. Na ponad tysiącu stron z niezwykłą skrupulatnością szef SS opisał swoje codzienne życie: ludobójstwo, posiłki i miłość. (onet.pl, tvn24.pl)

## 3 sierpnia
- 19-letni Norweg pochodzenia somalijskiego przy użyciu noża zabił jedną osobę, a pięć innych ranił. Mężczyzna zaatakował na Russell Square w centrum Londynu. Wśród ofiar są niemal sami obcokrajowcy. (tvn24.pl)
- Państwo Islamskie poinformowało, że jego zachodnioafrykańskie odgałęzienie, nigeryjska organizacja Boko Haram, ma nowego przywódcę, którym został Abu Musab al-Barnawi. (tvn24.pl)
- Amerykańska Narodowa Administracja Bezpieczeństwa Jądrowego wydała zgodę na produkcję zmodernizowanej bomby termojądrowej B61-12. Będzie to pierwsza nowa broń termojądrowa produkowana w USA od końca zimnej wojny. Nowe bomby trafią między innymi do Europy. Te bomby są jedynymi w arsenale USA, które mogą być przenoszone przez mniejsze samoloty. Będą stanowić podstawę wspólnego arsenału jądrowego NATO. (wp.pl)
- Prezydent USA Barack Obama złagodził 214 więźniom federalnym wyroki za przestępstwa związane z narkotykami, popełnione bez użycia przemocy. (tvn24.pl)

## 2 sierpnia
- Liczba ofiar śmiertelnych trwających w Indiach deszczów monsunowych przekroczyła 96. Intensywne opady spowodowały poważne zniszczenia w prowincjach Bihar i Asam na północnym wschodzie oraz w Himachal Pradesh na północy kraju. Ponad 700 tys. osób musiało szukać schronienia w przygotowanych przez rząd obozach. (onet.pl)
- Według rosyjskiej agencji Interfax Siedem osób zginęło, a ponad 20 trafiło do szpitali po przeprowadzanym przez syryjskich rebeliantów w Aleppo ataku z użyciem toksycznych substancji. U poszkodowanych stwierdzono problemy z oddychaniem i oparzenia dróg oddechowych. (onet.pl)
- Dwa autobusy z co najmniej 22 osobami spadły do wzburzonej rzeki w Indiach. Do zdarzenia doszło po zawaleniu się starego mostu na południe od Bombaju. (wp.pl)
- Co najmniej 22 osoby zginęły a ok. 20 osób zostało rannych w wyniku eksplozji samochodu-pułapki w Bengazi na wschodzie Libii. Celem ataku były lokalne służby bezpieczeństwa. (wp.pl)
- W wywiadzie turecki premier Binali Yıldırım powiedział, że od 15 lipca, „od służby odsunięto” 62110 urzędników. 58611 osób zawieszono w pełnionych obowiązkach, a zwolniono 3499. (wp.pl)
- Policja aresztowała pięć osób podejrzanych o dokonanie zabójstwa dziesięciu osób w południowo-zachodnim Meksyku, gdzie znaleziono częściowo spalone ciała w okolicy miasta Alvaro. Wśród zatrzymanych jest policjant i mer Juan Carlos Arreygue. (wp.pl)
- Kazachstan otrzymał z Rosji pięć zestawów przeciwlotniczych S-300. Dostawa wyrzutni ma służyć wzmocnieniu regionalnego systemu obrony przeciwlotniczej i przeciwrakietowej. (tvn24.pl)
- Archeolodzy z Aten odkryli cmentarzysko z czasów starożytnych. W masowym grobie znajdowało się około 80 szkieletów. Zdaniem naukowców są to ofiary masowej egzekucji. (onet.pl)

## 1 sierpnia
- Ministerstwo obrony Rosji poinformowało, że w zestrzelonym w Syrii rosyjskim śmigłowcu Mi-8 zginęło pięciu wojskowych, w tym trzyosobowa załoga. Helikopter został strącony w prowincji Idlib w północno-zachodniej Syrii. (wp.pl)
- Pięciu tureckich policjantów zginęło, a czterech zostało rannych w wyniku wybuchu bomby w chwili przejazdu ich samochodu na drodze na wschodzie Turcji. (onet.pl)
- Jemen na Półwyspie Arabskim nawiedziła powódź. W wyniku tego zginęło pięć osób. (tvnmeteo.tvn24.pl)
- W Kabulu afgańscy talibowie zdetonowali materiały wybuchowe umieszczone w ciężarówce przed kompleksem wojskowo-mieszkalnym odwiedzanym głównie przez cudzoziemców. Na skutek interwencji policji zginęło trzech napastników oraz jeden funkcjonariusz. (wp.pl)
- Na prośbę libijskich władz siły powietrzne USA dokonały pierwszych nalotów na cele Państwa Islamskiego w Syrcie na północy Libii. (onet.pl)
- Do dużego wybuchu doszło w sali bankietowej w stolicy Dagestanu, Machaczkale, na południu Rosji. Rannych zostało 16 osób. (wp.pl)
- Służba Narodowego Bezpieczeństwa Armenii aresztowała w sumie 47 osób w związku z zajęciem komendy policji w Erywaniu. (tvn24.pl)
- Ulewne deszcze i silne wiatry w regionie spowodowały, że osunęła się ziemia w okolicy miejscowego boiska w Skamneli Zagoriu, natomiast Młodzi Grecy podczas gry w koszykówkę odkryli tam grobowiec. Archeolodzy szacują, że odkryta mogiła pochodzi z czasów bizantyjskich. W jej wnętrzu znajdowała się też drogocenna biżuteria, między innymi, starożytne pierścienie i bransolety[18].